# 云龙区
云龙区是中華人民共和國江苏省徐州市所辖的一个市辖区。是徐州的政治、文化、商務中心，徐州特大城市的核心區之一。徐州的黨、政、軍機關所在地，西攬老城區，東跨新城區，轄區內既有以淮海路和中山路地區為代表的旅遊文化服務中心，又有建設中的以徐州新城區為代表的行政、商務中心。區人民政府駐黃山街道和平大道66號。区域总面积为119.72平方公里。

## 行政区划
云龙区下辖9个街道办事处：
彭城街道、子房街道、黄山街道、骆驼山街道、大郭庄街道、翠屏山街道、大龙湖街道、潘塘街道和汉风街道。

## 人口
根據第七次全国人口普查數據，截至2020年11月1日零時，雲龍區常住人口為471566人。